# Thạnh Lợi, Tháp Mười
Thạnh Lợi là một xã thuộc huyện Tháp Mười, tỉnh Đồng Tháp, Việt Nam.

## Địa lý
Xã Thạnh Lợi nằm ở phía bắc huyện Tháp Mười, có vị trí địa lý: 
- Phía đông giáp tỉnh Long An
- Phía tây giáp xã Hưng Thạnh
- Phía nam giáp xã Hưng Thạnh và xã Trường Xuân
- Phía bắc giáp  tỉnh Long An và huyện Tam Nông.

Xã có diện tích 42,68 km², dân số năm 1999 là 3.387 người, mật độ dân số đạt 79 người/km².

## Lịch sử
Quyết định số 382-CP ngày 27 tháng 12 năm 1980 của Hội đồng Chính phủ, chia xã Hưng Thạnh thành hai xã lấy tên là xã Hưng Thạnh và xã Trường Xuân.
Quyết định số 4-CP ngày 05 tháng 01 năm 1981 của Hội đồng Chính phủ, chia huyện Cao Lãnh thành hai huyện lấy tên là huyện Cao Lãnh và huyện Tháp Mười, xã Hưng Thạnh thuộc huyện Tháp Mười.
Nghị định số 100/1997/NĐ-CP ngày 23 tháng 09 năm 1997 của Chính phủ, thành lập xã Thạnh Lợi thuộc huyện Tháp Mười trên cơ sở 4.268 ha diện tích tự nhiên và 3.310 người của xã Hưng Thạnh.